# スキャンダル 京大西部講堂1982
『スキャンダル 京大西部講堂1982』（スキャンダル きょうだいせいぶこうどう1982）は、浅川マキのライブ・アルバム。2011年9月29日にピッグノーズレコードより発売された。

## 概要
- 1982年の京都大学西部講堂で行われたライブから7曲を収録。収録の一部はライブ・アルバム『夜のカーニバル』に使用されている。
- 発売は浅川が存命中に所属していたEMIミュージック・ジャパン（現：ユニバーサルミュージック合同会社内EMIレコーズ・ジャパンレーベル）からではなく、1972年から2009年まで、浅川マキのコンサートを主催した京都にあるライブハウス「ピッグノーズ」が制作したCD[1][2]。
- 収録曲の内、「暗い眼をした女優」「新曲 “B”」「夕暮れのまんなか」はアルバム『CAT NAP』レコーディング以前の演奏である。
- この作品のみ非公式発売だったが、2022年発売のCD BOX『浅川マキの世界2 ライヴ・セレクションBOX』で正式に発売。なおBOX収録された音源はリマスタリングされている。

## 収録曲

### DISC1
1. 暗い眼をした女優
  - 作詩：浅川マキ／作曲：近藤等則

※オリジナルはアルバム『CAT NAP』収録。
2. 新曲 “B”
  - 作詩：浅川マキ／作曲：近藤等則

※オリジナルはアルバム『CAT NAP』収録。
3. 夕暮れのまんなか
  - 作詩：山内テツ／作曲：近藤等則

※オリジナルはアルバム『CAT NAP』収録。
4. PIGNOSEと手紙
  - 作詩・作曲：浅川マキ

※オリジナルはアルバム『ONE』収録。

### DISC2
1. 都会に雨が降る頃
  - 作詩：浅川マキ／作曲：山下洋輔

※オリジナルはアルバム『ONE』収録。
※一部がライブ・アルバム『夜のカーニバル』に使用されている。
2. 語り
※一部がライブ・アルバム『夜のカーニバル』に使用されている。
3. あんな女ははじめてのブルース
  - 作詩：Langston Hughes／作曲：山下洋輔／日本語詞：斎藤忠利

※オリジナルはアルバム『MAKI VI』収録。
4. 翔ばないカラス
  - 作詩：真崎守／作曲：浅川マキ

※オリジナルはアルバム『裏窓』収録。

## クレジット

### 演奏者
- 浅川マキ - Vocals
- 近藤等則 - Trumpet、Toys
- 本多俊之 - Alto Sax、Flute
- 渋谷毅 - Piano
- 飛田一男 - Guitar
- 川端民生 - Bass
- つのだひろ - Drums

### スタッフ
- 柴田徹 - Recorded at Kyoto uni. westen hall
- pignose - Produced
- klt - Remastered
- Jeff - Design